# Demolition Plot J-7
Demolition Plot J-7 è stato il primo disco pubblicato dal gruppo indie rock statunitense Pavement per l'etichetta discografica di Chicago Drag City. Le canzoni di questo disco saranno disponibili in seguito nella compilation Westing (by Musket and Sextant).

## Tracce
1. Forklift – 3:28
2. Spizzle Trunk – 1:24
3. Recorder Grot – 2:08
4. Internal K-Dart – 1:49
5. Perfect Depth – 2:45
6. Recorder Grot (Rally) – 0:24